# Paweł Beyzym
Paweł Beyzym herbu własnego (ur. ok. 1740, zm. 1810) – podstarości krzemieniecki w 1777 roku, sędzia ziemski krzemieniecki w latach 1777-1792 i w 1793 roku, skarbnik winnicki w 1772 roku, horodniczy winnicki. 
Poseł województwa wołyńskiego na sejm 1780 roku.
W 1785 został kawalerem Orderu Świętego Stanisława, w 1792 roku odznaczony Orderem Orła Białego.